# Olof Svensson (instrumentmakare)
Olof F. Svensson, född 10 juni 1843 i Örja församling, Malmöhus län, död 4 april 1908 i Malmö Sankt Petri församling, Malmöhus län, var en svensk musikinstrumentmakare och pianotillverkare i Malmö.

## Biografi
Svensson föddes 10 juni 1843 i Örja. Han var son till Elna Larsdotter. År 1861 blev han lärling hos snickarmästaren Per Thomsson i Norra Vram. År 1862 blev han gesäll hos snickarmästaren Lars Löfgren i Lund. År 1865 blev han gesäll hos snickarmästaren David Hansson i Lund. År 1867 blev han gesäll hos instrumentmakaren Jöns Andersson i Lund. År 1869 blev han åter gesäll hos David Hansson. År 1871 flyttade Svensson till Tyskland. 1875 var han bosatt i Stockholm och arbetade där som instrumentmakargesäll. 1878 grundade han sin firma "O. F. Svensson Pianofortefabrik". Flyttade 1880 till Malmö. Flyttade 1881 till kvarteret Hans Mickelsen 1, Adelgatan 49 (gamla husnummerordningen innan 1913 i Malmö). Där gifte han sig 1883 med Matilda Nilsson. Hans firma ägnade sig åt import och försäljning av tyska ledande märkens flyglar och Pianinos samt Pianinos av sin egen tillverkning där han gjort en egen utveckling av pedalsystemet. År 1896 flyttade de till Adelgatan 63 (gamla husnummerordningen innan 1913 i Malmö). Då hade huset inköpts ca. 1892 av O. F. Svensson som lät göra större förändringar i det som sänkning av golvet till marknivå och stora tidsenliga fönster. Lokalen användes även för olika separatutställningar av andra idkare. Fabriken flyttades även dit. I oktober 1895 blev O. F. Svensson utnämnd till Hertlig Hovleverantör av arvkronprins Gustav (senare Gustav V) då denne sedan tre år levererat pianon till Sofiero. Även skulle han leverera ett piano till Sofiero år 1905 till prinsparet hertigen av Skåne, Gustav (senare Gustav VI Adolf) och hans gemål.
Utmärkelser
1881 fick O. F. Svensson silvermedalj för ett Pianino vid Malmö Industri- och Slöjdutställning.
1890 deltog O. F. Svensson i Helsingborgs Industri- och slöjdutställning och blev uppmärksammad för sitt arbete.
1897 fick O. F. Svensson bronsmedalj med diplom vid Stockholms Industriutställning för tre stycken Pianinos, ett stort och två mindre.